# На своїй землі (фільм, 1987)
«На своїй землі» — радянський художній драматичний фільм 1987 року режисера Ігоря Апасяна, знятий на Одеській кіностудії.

## Сюжет
Нещодавно закінчилася війна. Співробітник районного комітету Количєв приїжджає у віддалене і майже повністю спалене фашистами село Усачовку з метою умовити людей переселитися в інше місце. Більшість погодилися на переїзд, але група людей, в основному молодих, навідріз відмовилася їхати і вирішила залишитися в рідному місці, щоб побудувати нові будинки і відновити село. Настання весни відрізало бездоріжжям село від світу. Голод й перші весняні мирні дні зблизили селян, що залишилися, серед них опинився і син поліцая.

## У ролях
- Сергій Каніщев —  Іван Четвериков
- Дмитро Рябих —  Валя Палич
- Володимир Таржанов —  Вася Березовський
- Євгена Муравйова —  Маша
- Олена Дурнєва —  Аня Трофімова
- Руслан Чунаєв —  Саня Трофімов
- Владислав Галкін —  Артем Жуков
- Олексій Фомкін —  Борька
- Наталія Попова —  Віра Трофімова, мати Ані і Сані
- Анвар Халітов —  Петро Єгорович Кузьмін
- Володимир Варенцов —  Количев, інструктор райкому
- Валерій Легін —  Боголюб
- Тамара Тимофєєва —  баба Катя
- Нора Грякалова —  Анна, мати Борьки
- Іван Мацкевич —  Семен Захарович, міліціонер
- Володимир Шпудейко —  шофер

## Знімальна група
- Режисер — Ігор Апасян
- Сценарист — Вадим Трунін
- Оператор — Леонід Бурлака
- Художник — Леонід Розсоха